# USS Winston S. Churchill (DDG-81)
El USS Winston S. Churchill (DDG-81), llamado así en honor al primer ministro Winston S. Churchill, es el 31.º destructor de la clase Arleigh Burke de la Armada de los Estados Unidos.

## Nombre
El nombre USS Winston S. Churchill honra al primer ministro del Reino Unido durante la Segunda Guerra Mundial.

## Construcción
Este destructor fue ordenado el 6 de enero de 1995. Su construcción, a cargo del Bath Iron Works (Maine), inició con la colocación de la quilla el 7 de mayo de 1998. El casco fue botado el 17 de abril de 1999 y entró en servicio el 10 de marzo de 2001.

## Historial de servicio

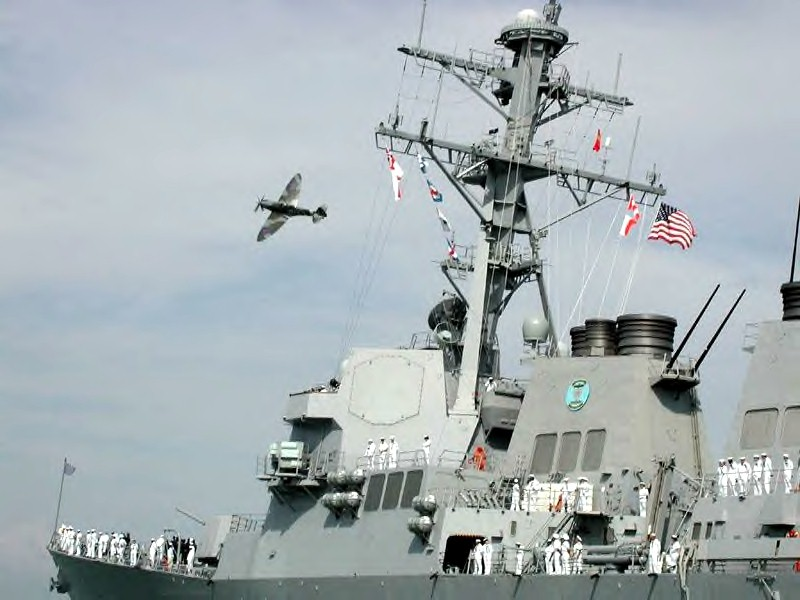
Avión Spitfire sobrevuela al USS Winston S. Churchill (DDG-81), año 2006.

Está asignado en la Flota del Atlántico; y su apostadero fue la base naval de Norfolk (VIRGINIA) hasta 2021. Su apostadero actual es la base naval de Mayport (Jacksonville, Florida).